# Sam Franko
Sam Franko   (Nova Orleans, 20 de gener de 1857 - 6 de maig de 1937) va ser un violinista i director d'orquestra estatunidenc nascut a Nova Orleans (Louisiana). Era germà del violinista, director i promotor de concerts Nahan Franko.
Natural de Nova Orleans, Franko va estudiar el violí a Europa, treballant amb Joseph Joachim i Henri Vieuxtemps, entre d'altres. Al seu retorn als Estats Units, es va unir al Mendelssohn Quartet, treballant posteriorment amb lOrquestra Theodor Thomas i la Filharmònica de Nova York. Franko aviat es va disgustar amb els prejudicis contra els músics nord-americans i va crear la American Symphony, integrada completament per intèrprets nord-americans, el 1894. Amb aquest grup va donar moltes estrenes nord-americanes.
Franko també va ensenyar violí i va organitzar música dels segles XVII i XVIII i va transcriure nombroses peces per al violí. El seu treball amb música antiga li va valer premis de la premsa alemanya. La seva autobiografia, Chords and Discords, es va publicar el 1938 i va morir a la ciutat de Nova York el 1937.
El conjunt de cadències que va escriure per al Concert per a violí núm. 3 (Mozart) en sol major K. 216 s'ha convertit en una part estàndard del repertori de concerts, més que totes les altres nombroses cadències que s'han escrit per a aquesta peça.